# Bollschweil
Bollschweil è un comune tedesco di 2 344 abitanti, situato nel land del Baden-Württemberg.